# Museum In 't Houten Huis
Museum In 't Houten Huis is een historisch museum dat de geschiedenis van het Noord-Hollandse dorp De Rijp en het Schermereiland belicht. Het museum is gevestigd in het voormalig weeshuis aan de Tuingracht en heeft nog een originele houten constructie. Daarnaast wordt ook het voormalige raadhuis van Graft door het museum beheerd.

## Collectie

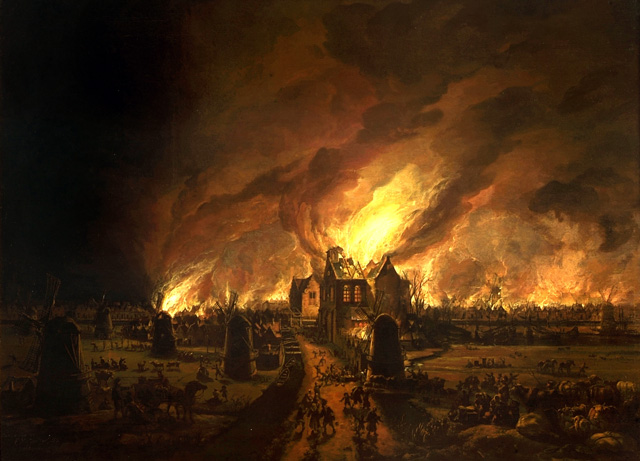
De Grote Brand in De Rijp van 1654, in 1662 door Egbert van der Poel geschilderd.

Belangrijke thema's in de collectie zijn scheepvaart (vooral walvisvaart en haringvisserij), de in De Rijp geboren molenmaker en waterbouwkundige Jan Adriaanszoon Leeghwater, doopsgezinden, hennepverwerking en het dagelijks leven van de dorpsbewoners. 
Tot de topstukken van het museum behoren een kajak uit West-Groenland en het schilderij De Grote Brand in De Rijp van 1654 van Egbert van der Poel.